# La Serra (Juncosa)
La Serra és una serra situada al municipi de Juncosa a la comarca de les Garrigues, amb una elevació màxima de 474 metres.